# Montmoreau-Saint-Cybard
Montmoreau-Saint-Cybard ist eine Commune déléguée in der französischen Gemeinde Montmoreau mit 1.082 Einwohnern (Stand: 1. Januar 2018) im Département Charente in der Region Nouvelle-Aquitaine. 
Die Gemeinde entstand 1966 aus der Fusion von Montmoreau und Saint-Cybard. Sie wurde am 1. Januar 2017 mit Aignes-et-Puypéroux, Saint-Amant-de-Montmoreau, Saint-Eutrope und Saint-Laurent-de-Belzagot zur Commune nouvelle Montmoreau zusammengeschlossen. Die Gemeinde Montmoreau-Saint-Cybard gehörte zum Arrondissement Angoulême und zum Kanton Tude-et-Lavalette

## Geographie
Nachbargemeinden von Montmoreau-Saint-Cybard  waren Pérignac im Norden, Aignes-et-Puypéroux im Nordosten, Saint-Amant-de-Montmoreau im Osten, Saint-Laurent-de-Belzagot im Süden und Saint-Eutrope im Westen. Der Ort wird vom Fluss Tude durchquert.

## Bevölkerungsentwicklung
| Jahr      | 1962 | 1968 | 1975 | 1982 | 1990 | 1999 | 2009 | 2018 |
| Einwohner | 842  | 1099 | 1177 | 1179 | 1120 | 1052 | 1064 | 1082 |

## Sehenswürdigkeiten
- Romanische Kirche Saint-Denis in Montmoreau (12. Jahrhundert, Monument historique seit 1846)
- Kirche Saint-Cybard
- Burg Montmoreau (12. bis 15. Jahrhundert, Monument historique seit 1952)

## Persönlichkeiten
- Marc-René de Montalembert (1714–1800), Seigneur de Montmoreau